# Estatuto de la ciudadanía española en el exterior
La Ley 40/2006, de 14 de diciembre, del Estatuto de la ciudadanía española en el exterior  establece el marco jurídico y los instrumentos básicos para garantizar que los españoles en el extranjero puedan ejercer sus derechos y deberes constitucionales como ciudadanos del Estado español, en igualdad de condiciones que los residentes en el interior de las fronteras de España.  Igualmente, pretende:
- Reforzar los vínculos sociales, culturales, económicos y lingüísticos de estos españoles con España, así como con sus respectivas nacionalidades y comunidades de origen.
- Mejorar las condiciones de vida de los españoles residentes en el exterior, en los ámbitos en los que sea necesario complementar la protección existente en el país de residencia.
- Establecer el marco de actuación y las medidas concretas a desarrollar por las administraciones  para facilitar la atención a los españoles en el exterior, y la integración social y laboral de aquellos españoles que decidan retornar a España.